# Psittaculirostris
Psittaculirostris J. E. Gray & G. R. Gray, 1859 è un genere di pappagalli della famiglia  Psittaculidae presente in alcune aree tropicali del sudest asiatico, prevalentemente in Indonesia e Papua Nuova Guinea.

## Descrizione
Ne fanno parte esemplari di taglia piccola dalle piume giallo-blu-verde.

## Tassonomia
Il genere comprende le seguenti specie:
- Psittaculirostris desmarestii (Desmarest, 1826) - pappagallo dei fichi di Desmarest
- Psittaculirostris edwardsii (Oustalet, 1885) - pappagallo dei fichi di Edwards
- Psittaculirostris salvadorii (Oustalet, 1880) - pappagallo dei fichi di Salvadori